# Средний пол
«Средний пол» (англ. Middlesex) — роман американского писателя греко-ирландского происхождения Джеффри Евгенидиса, написанный им в Берлине и получивший Пулитцеровскую премию 2003 года. Основные темы романа: социогенетизм против биогенетизма, мотив перерождения; также раскрываются темы следования Американской мечте и эксплуатирования гендерных ролей. В романе присутствует множество аллюзий к древнегреческой мифологии, такие как образы Минотавра (антропоморфное создание с головой быка) и Химеры (существо, составленное из множества частей других животных).
Книга является бестселлером (на март 2011 года было продано более миллиона копий). Несмотря на то, что роман не является автобиографией в строгом смысле этого слова, многие мелкие детали канвы повествования были взяты из жизни самого автора, о которых он узнал в процессе изучения греческой части своей родословной. Идея о создании подобного произведения пришла к Евгенидису в 1980 году во время прочтения мемуаров Эркюлина Барбена (англ. Herculine Barbin: Being the Recently Discovered Memoirs of a Nineteenth-century French Hermaphrodite), после чего он решил дать собственную интерпретацию описания анатомического строения и эмоций интерсексов.

## Сюжет
Рассказчик и главный протагонист романа Кэл Стефанидис, первоначально носивший имя «Калли» (сокращ. от «Каллиопа») — мужчина-интерсекс греческого происхождения с синдромом дефицита 5-альфа-редуктазы, вследствие чего он является мужчиной с женским обликом (а точнее: персонаж обладает женским фенотипом при мужском кариотипе).
Первая половина романа повествует читателям о семье Кэла, главным образом о миграции его бабушки и дедушки с отцовской стороны в США из Бурсы — города в Анатолии, в 1922 году. Далее следует их ассимиляция в американском обществе в Детройте, штат Мичиган, во время бурного индустриально подъёма города. Вторая половина романа, время действия которой уже конец XX века, фокусируется на жизненном пути Кэла в родном Детройте и его дальнейшем побеге в Сан-Франциско, где он обживается в своём новом обличии, признав свою мужскую гендерную идентичность.

## Критика
Трансфеминистка Джулия Серано своей книге «Whipping Girl: A Transsexual Woman on Sexism and the Scapegoating of Femininity» раскритиковала «Средний пол». Она указала на то, что Джеффри Евгенидис в интервью использует термин гермафродит, который некоторые интерсекс-люди находят оскорбительным; а о мемуарах Эркюлин Барбен автор «Среднего пола» отзывается как о «разочаровывающих». По её мнению, из-за ограниченных взглядов Джеффри Евгенидиса книга лишена правдоподобного описания чувств интерсекс- и гендерно-вариативных людей.

## Цитата
У меня два дня рождения: сначала я появился на свет как младенец женского пола в поразительно ясный январский день 1960 года в Детройте, а потом в августе 1974-го в виде мальчика подросткового возраста в палате скорой помощи в Питоски, штат Мичиган. Просвещенный читатель мог узнать обо мне из статьи доктора Питера Люса «Половая идентификация у псевдогермафродитов с синдромом дефицита 5 альфа редуктазы», которая была опубликована в 1975 году в журнале «Детская эндокринология». Или вы могли видеть мою фотографию в шестнадцатой главе ныне безнадежно устаревшего издания «Генетика и наследственность». Это я с чёрной наклейкой на глазах стою голым у ростомера на странице пятьсот семьдесят восемь.

### Комментарии
1. ↑  «dissapointing»